# Jungermannia clavellata
Jungermannia clavellata là một loài rêu tản trong họ Jungermanniaceae. Loài này được (Mitt. ex Stephani) Amak. miêu tả khoa học lần đầu tiên năm 1960.